# Éliminatoires du Championnat d'Europe de football 1996, groupe 3
Cet article donne le calendrier, les résultats des matches ainsi que le classement du groupe 3 des éliminatoires de l'Euro 1996.

## Classement
| Rang | Équipe  | Pts | J | G | N | P | Bp | Bc | Diff |  | Résultats (▼ dom., ► ext.) |     |     |     |     |     |
| ---- | ------- | --- | - | - | - | - | -- | -- | ---- |  | -------------------------- | --- | --- | --- | --- | --- |
| 1    | Suisse  | 17  | 8 | 5 | 2 | 1 | 15 | 7  | +8   |  | Suisse                     |     | 1-2 | 4-2 | 3-0 | 1-0 |
| 2    | Turquie | 15  | 8 | 4 | 3 | 1 | 16 | 8  | +8   |  | Turquie                    | 1-2 |     | 2-1 | 2-0 | 5-0 |
| 3    | Suède   | 9   | 8 | 2 | 3 | 3 | 9  | 10 | -1   |  | Suède                      | 0-0 | 2-2 |     | 2-0 | 1-1 |
| 4    | Hongrie | 8   | 8 | 2 | 2 | 4 | 7  | 13 | -6   |  | Hongrie                    | 2-2 | 2-2 | 1-0 |     | 1-0 |
| 5    | Islande | 5   | 8 | 1 | 2 | 5 | 3  | 12 | -9   |  | Islande                    | 0-2 | 0-0 | 0-1 | 2-1 |     |

## Résultats et calendrier
| 7 septembre 1994 | Islande | 0 - 1 | Suède        | Laugardalsvöllur, Reykjavik                    |                                                |
|                  |         |       | 36e Ingesson | Spectateurs : 9 800 Arbitrage : Leslie Mottram | Spectateurs : 9 800 Arbitrage : Leslie Mottram |

| 7 septembre 1994 | Hongrie                      | 2 - 2 | Turquie                 | Népstadion (en), Budapest                           |                                                     |
|                  | Kiprich 4e · Halmai (en) 43e |       | 67e Şükür · 72e Korkmaz | Spectateurs : 20 000 Arbitrage : Pierluigi Pairetto | Spectateurs : 20 000 Arbitrage : Pierluigi Pairetto |

| 12 octobre 1994 | Turquie                                       | 5 - 0 | Islande | Stade Ali-Sami-Yen, Istanbul                      |                                                   |
|                 | Sancaklı 11e 26e · Şükür 29e 61e · Yalçın 66e |       |         | Spectateurs : 11 280 Arbitrage : Nikolaï Levnikov | Spectateurs : 11 280 Arbitrage : Nikolaï Levnikov |

| 12 octobre 1994 | Suisse                                                        | 4 - 2 | Suède                     | Stade du Wankdorf, Berne                       |                                                |
|                 | Ohrel 36e · Blomqvist 64e (csc) · Sforza 80e · Türkyılmaz 82e |       | 6e Andersson · 61e Dahlin | Spectateurs : 24 000 Arbitrage : David Elleray | Spectateurs : 24 000 Arbitrage : David Elleray |

| 16 novembre 1994 | Suède                   | 2 - 0 | Hongrie | Stade Råsunda, Stockholm                            |                                                     |
|                  | Brolin 43e · Dahlin 70e |       |         | Spectateurs : 27 571 Arbitrage : Mario van der Ende | Spectateurs : 27 571 Arbitrage : Mario van der Ende |

| 16 novembre 1994 | Suisse     | 1 - 0 | Islande | Stade olympique de la Pontaise, Lausanne       |                                                |
|                  | Bickel 44e |       |         | Spectateurs : 15 800 Arbitrage : Patrick Kelly | Spectateurs : 15 800 Arbitrage : Patrick Kelly |

| 14 décembre 1994 | Turquie   | 1 - 2 | Suisse                 | Stade Ali-Sami-Yen, Istanbul                     |                                                  |
|                  | Çetin 39e |       | 7e Koller · 16e Bickel | Spectateurs : 22 516 Arbitrage : Ion Crăciunescu | Spectateurs : 22 516 Arbitrage : Ion Crăciunescu |

| 29 mars 1995 | Hongrie                 | 2 - 2 | Suisse         | Népstadion (en), Budapest                      |                                                |
|              | Kiproch 50e · Illés 72e |       | 74e 84e Subiat | Spectateurs : 13 000 Arbitrage : Alfred Wieser | Spectateurs : 13 000 Arbitrage : Alfred Wieser |

| 29 mars 1995 | Turquie                 | 2 - 1 | Suède                | Stade İnönü du BJK, Istanbul                         |                                                      |
|              | Sağlam 64e · Yalçın 75e |       | 23e (pen.) Andersson | Spectateurs : 12 526 Arbitrage : Alfredo Trentalange | Spectateurs : 12 526 Arbitrage : Alfredo Trentalange |

| 26 avril 1995 | Hongrie        | 1 - 0 | Suède | Népstadion (en), Budapest                           |                                                     |
|               | Halmai (en) 2e |       |       | Spectateurs : 8 300 Arbitrage : Antonio López Nieto | Spectateurs : 8 300 Arbitrage : Antonio López Nieto |

| 26 avril 1995 | Suisse       | 1 - 2 | Turquie                      | Stade du Wankdorf, Berne                                 |                                                          |
|               | Hottiger 38e |       | 17e Şükür · 56e Temizkanoğlu | Spectateurs : 24 000 Arbitrage : Frans van den Wijngaert | Spectateurs : 24 000 Arbitrage : Frans van den Wijngaert |

| 1er juin 1995 | Suède             | 1 - 1 | Islande         | Stade Råsunda, Stockholm                       |                                                |
|               | Brolin 16e (pen.) |       | 3e Gunnlaugsson | Spectateurs : 25 676 Arbitrage : Atanas Uzunov | Spectateurs : 25 676 Arbitrage : Atanas Uzunov |

| 11 juin 1995 | Islande                    | 2 - 1 | Hongrie         | Laugardalsvöllur, Reykjavik                |                                            |
|              | Bergsson 61e · Jónsson 66e |       | 20e Vincze (en) | Spectateurs : 4 474 Arbitrage : Alain Sars | Spectateurs : 4 474 Arbitrage : Alain Sars |

| 16 août 1995 | Islande | 0 - 2 | Suisse                   | Laugardalsvöllur, Reykjavik                    |                                                |
|              |         |       | 4e Knup · 18e Türkyılmaz | Spectateurs : 8 387 Arbitrage : Ryszard Wójcik | Spectateurs : 8 387 Arbitrage : Ryszard Wójcik |

| 6 septembre 1995 | Suède | 0 - 0 | Suisse | Ullevi, Göteborg                                 |
|                  |       |       |        | Spectateurs : 40 505 Arbitrage : Piero Ceccarini |

| 6 septembre 1995 | Turquie      | 2 - 0 | Hongrie | Stade İnönü du BJK, Istanbul                   |                                                |
|                  | Şükür 9e 31e |       |         | Spectateurs : 25 358 Arbitrage : Václav Krondl | Spectateurs : 25 358 Arbitrage : Václav Krondl |

| 11 octobre 1995 | Suisse                                  | 3 - 0 | Hongrie | Stade du Hardturm, Zurich                      |                                                |
|                 | Türkyılmaz 22e · Sforza 56e · Ohrel 90e |       |         | Spectateurs : 21 000 Arbitrage : Charles Agius | Spectateurs : 21 000 Arbitrage : Charles Agius |

| 11 octobre 1995 | Islande | 0 - 0 | Turquie | Laugardalsvöllur, Reykjavik                     |
|                 |         |       |         | Spectateurs : 2 308 Arbitrage : Hartmut Strampe |

| 11 novembre 1995 | Hongrie   | 1 - 0 | Islande | Illovszky Rudolf Stadion (en), Budapest        |                                                |
|                  | Illés 56e |       |         | Spectateurs : 1 120 Arbitrage : Georgios Bikas | Spectateurs : 1 120 Arbitrage : Georgios Bikas |

| 15 novembre 1995 | Suède                              | 2 - 2 | Turquie              | Stade Råsunda, Stockholm                        |                                                 |
|                  | Alexandersson 24e · Pettersson 53e |       | 62e Şükür · 72e Aşık | Spectateurs : 16 238 Arbitrage : Ryszard Wójcik | Spectateurs : 16 238 Arbitrage : Ryszard Wójcik |